# Leigh (Grand Manchester)
Pour les articles homonymes, voir Leigh.
Leigh est une ville du Grand Manchester, en Angleterre.
Elle est située à environ 15 km à l’ouest du centre de Manchester.
Elle était à l'origine le centre d'une paroisse couvrant six villages ou townships. La ville est devenue un quartier urbain en 1894, puis un arrondissement municipal en 1899. Le premier hôtel de ville a été construit sur la rue King et remplacé par le bâtiment actuel en 1907.
Initialement une zone agricole, l'industrie du coton se développe au cours du XXe siècle. L'héritage de son passé industriel est visible dans les usines de briques rouges restantes – dont certaines sont classées – bien qu'il s'agisse aujourd'hui d'une ville principalement résidentielle, avec des maisons en terrasses édouardiennes et victoriennes entassées autour du centre-ville. L'économie actuelle de Leigh repose en grande partie sur le secteur de la vente au détail.